# Francesca Piccinini
Francesca Piccinini (ur. 10 stycznia 1979 w Massie) – włoska siatkarka, reprezentantka kraju, kapitan drużyny narodowej. Gra na pozycji przyjmującej. 7 listopada 1993 roku zadebiutowała we włoskiej Serie A w meczu przeciwko Olimpia Teodora. W latach 1999–2012 występowała w Serie A, w drużynie Foppapedretti Bergamo dla której przez 13 sezonów zdobyła 3773 punktów (186 asów, 3240 ataków, 347 bloków). Ma na swoim koncie rozegranych 451 meczów w Serie A1 (328 dla Foppapedretti Bergamo) co daje jej 1. miejsce w klasyfikacji wszech czasów. W reprezentacji zadebiutowała 10 czerwca 1995 w Montreux w meczu przeciwko USA (2:3). W barwach narodowych rozegrała 499 meczów (stan na 20.V.2016). Foppapedretti Bergamo by uhonorować najskuteczniejszą, jedną z najlepszych siatkarek jakie grały w barwach klubu oraz wieloletnią kapitan drużyny zastrzegły koszulkę z numerem 12 w jakiej grała przez trzynaście sezonów. W kwietniu 2021 roku definitywnie zakomunikowała, że kończy swoją siatkarską karierę.
W 2002 zdobyła złoty medal Mistrzostw Świata.
Występuje jako modelka, w 2004 roku ukazał się kalendarz z jej rozbieranymi zdjęciami dla magazynu Men’s Health. W 2005 roku ukazała się jej autobiografia pt. "Granat". W 2011 roku zagrała epizod w filmie "Kobiety przeciwko mężczyznom", gdzie wcieliła się w rolę samej siebie.
8 listopada 2002 roku została odznaczona Orderem Zasługi Republiki Włoskiej za złoty medal Mistrzostw Świata.

## Sukcesy reprezentacyjne
| Osiągnięcie                 | Trofeum               | Rok                         |
| Mistrzostwa Europy Juniorek | złoto                 | 1996                        |
| Igrzyska Śródziemnomorskie  | złoto                 | 1997, 2001, 2009            |
| Mistrzostwa Europy          | złoto · srebro · brąz | 2009 2001, 2005 1999        |
| Mistrzostwa Świata          | złoto                 | 2002                        |
| Grand Prix                  | srebro · brąz         | 2004, 2005 2006, 2008, 2010 |
| Puchar Świata               | złoto                 | 2007                        |
| Puchar Wielkich Mistrzyń    | złoto                 | 2009                        |

## Sukcesy klubowe
| Osiągnięcie                | Trofeum               | Sezon/Rok |
| Superpuchar Europy         | złoto                 | 1996 |
| Puchar Zdobywców Pucharów  | złoto                 | 1996/1997 |
| Mistrzostwo Włoch          | złoto · srebro · brąz | 2001/2002, 2003/2004, 2005/2006, 2010/2011, 2016/2017 1996/1997, 2000/2001, 2004/2005, 2017/2018, 2018/2019 2007/2008, 2008/2009, 2009/2010 |
| Mistrzostwo Brazylii       | srebro                | 1998/1999 |
| Superpuchar Włoch          | złoto                 | 1999, 2004, 2011, 2015, 2017 |
| Liga Mistrzyń              | złoto                 | 1999/2000, 2004/2005, 2006/2007, 2008/2009, 2009/2010, 2015/2016, 2018/2019                                                                 |
| Puchar CEV                 | złoto                 | 2003/2004 |
| Puchar Włoch               | złoto                 | 2005/2006, 2007/2008, 2017/2018, 2018/2019                                                                                                  |
| Klubowe Mistrzostwa Świata | brąz                  | 2010 |

## Nagrody indywidualne
- 1994: Nagroda Arnaldo Eynarda (najlepsza siatkarka do lat 20)
- 1996: Nagroda Arnaldo Eynarda (najlepsza siatkarka do lat 20)
- 1997: Nagroda Arnaldo Eynarda (najlepsza siatkarka do lat 20)
- 2004: Nagroda Fair Play Grand Prix
- 2005: MVP Superpucharu Włoch
- 2007: Najlepsza atakująca turnieju finałowego Ligi Mistrzyń
- 2010: MVP turnieju finałowego Ligi Mistrzyń[2]
- 2012: MVP Superpucharu Włoch
- 2016: MVP turnieju finałowego Ligi Mistrzyń

## Odznaczenia
- : odznaczona Orderem Zasługi Republiki Włoskiej – Kawaler (Rzym, 8 listopada 2002 r.)